# 이셔 RFC
이셔 럭비 풋볼 클럽(Esher Rugby Football Club)은 1923년 창단한 잉글랜드 서레이 주 이셔의 프로 럭비 팀이다. 홈구장은 모를리 로드이며 현재 RFU 챔피언십(2부 리그)에 참가하고 있다.